# Clotilde Arias
Clotilde Arias Chávarri Anduaga de Ferrero (Iquitos, 20 de junio de 1901 – Burlington, 6 de mayo de 1959) fue una letrista, traductora y compositora peruano-estadounidense.
Es más conocida por la composición de la canción "Huiracocha", popular en Perú y cantada en todo el mundo. También por su traducción al español de El pendón estrellado, el himno nacional de los Estados Unidos, por encargo del Departamento de Estado de EE.UU en 1946.

## Vida
Arias nació en 1901 en Iquitos, Perú, a orillas del Amazonas. Se trasladó a Nueva York en 1923 para estudiar música. Se casó con José Anduaga, otro artista peruano, en 1929. Se instalaron en Brooklyn y tuvieron un hijo, Roger. A principios de los años 40, Arias se divorció de Anduaga y se mudó a Manhattan con su hijo. En 1942, consiguió la ciudadanía norteamericana.
Los talentos artísticos de Arias en música, pintura, y composición – incluida la actuación en películas mudas– emergieron temprano en Iquitos. Consiguió reconocimiento escolástico y artístico, y numerosos premios. Su perfecto afinación y la excepcional habilidad de tocar a primera vista la convirtió en una acompañante muy buscada. 
Entre sus numerosas composiciones destaca "Huiracocha" en honor al dios de los incas. La canción cuenta la leyenda de su aparición desde las profundidades del Lago Titicaca para crear el sol, la luna, y las estrellas, y para darle vida a Allcavica, antepasado del pueblo Inca. Según la propia Arias, esta canción está "dedicada al indio, el Hombre Olvidado de las Américas" y relata la "tristeza de una carrera que invoca al dios antiguo de sus ancestros, que ya no oye sus hijos".
Durante 1930 y 1940, Arias obtuvo éxito como compositora en una industria publicitaria dominada por hombres. Trabajó para agencias publicitarias y compuso jingles para Alkaseltzer, la Ford Motor Company y la Campbell Soup Company.
Arias compuso otras canciones clásicas, incluyendo "Idilio Roto", así como canciones populares en los años 30, que vendía de puerta en puerta para ayudar a su familia. Más tarde, colaboró con notables escritores y compositores , incluyendo Marjorie Harper, Andy Razaf, Albert Gamse e Irving Caesar. Las letras españolas más conocidas son "Ron y Coca-Cola" (letra escrita en inglés por Morey Amsterdam) y "Managua Nicaragua" (letra escrita en inglés por Albert Gamse).

## Tributos
El 9 de diciembre de 2006, "Huiracocha" se representó en la Barbican Sala de Londres cantada por el tenor Juan Diego Flórez.
En 2013, "Huiracocha" fue grabada e incluida en el álbum Chicha Morada por Ward De Vleeschhouwer en una versión para solo de piano.
Su traducción española de "La bandera tachonada de estrellas" se encuentra en la exposición del Museo Nacional de Historia Estadounidense en Washington D. C. (recogido en el Smithsonian Magazine)
La Galería Albert H. Small acogió una exposición con una demostración de sus logros culturales en las artes y las escrituras del 27 de septiembre de 2012 hasta abril de 2013.

## Lista de trabajos
| Título                                                  | Compositor(s)             | Editorial                                        | Autor                                         |
| ------------------------------------------------------- | ------------------------- | ------------------------------------------------ | --------------------------------------------- |
| The Star Spangled Banner                                | John Stafford Smith       | N/A                                              | Clotilde Arias (Official Spanish Translation) |
| The Moon Is Yellow (El Amor Llamo)                      | Ahlert-Lesli              | Bregman, Vocco & Conn Inc                        | Clotilde Arias (Spanish lyrics)               |
| Que Capricho Loco                                       | Jaime Yamin               | Caribbean Music Company                          | Clotilde Arias (Spanish lyrics)               |
| Yo Nunca Quise Amar                                     | Jaime Yamin               | Caribbean Music Company                          | Clotilde Arias (Spanish lyrics)               |
| Venca Minina                                            | Clotilde Arias            | Caribbean Music Company                          | Clotilde Arias (Spanish/English lyrics)       |
| Mariana Mia                                             | Eaton-Lambert-Gamse       | Caribbean Music Company                          | Clotilde Arias (Spanish lyrics)               |
| Love Is Such a Cheat (Tal es el Amor)                   | Cuperescu-Caesar          | Irving Caesar                                    | Clotilde Arias (Spanish lyrics)               |
| Song of Friendship (19 songs)                           | Irving Caesar             | Irving Caesar                                    | Clotilde Arias (Spanish lyrics)               |
| Song of Safety (20 songs)                               | Mark-Caesar               | Irving Caesar                                    | Clotilde Arias (Spanish lyrics)               |
| Rum and Coca-Cola                                       | Sullivan-Baron-Ambsterdam | Leo Feist Inc                                    | Clotilde Arias (Spanish lyrics)               |
| Whispering Pine (Oh Verde Pinar)                        | Trenet-Lawrence           | Leeds Music Company                              | Clotilde Arias (Spanish lyrics)               |
| There's a Smile in Your Eyes (Ya Sonrie El Amor)        | Montes-Siegman            | Leeds Music Company                              | Clotilde Arias (Spanish lyrics)               |
| The Gypsy (La Gitana)                                   | Billy Reid                | Leeds Music Company                              | Clotilde Arias (Spanish lyrics)               |
| On the Way to Venezuela (La Canción de Venezuela)       | Madriquera-Gamse          | Magnet Music Inc                                 | Clotilde Arias (Spanish lyrics)               |
| Forgotton Serenade (La Serenata Olvidada)               | Sugarman-Gamse            | Magnet Music Inc                                 | Clotilde Arias (Spanish lyrics)               |
| The Girl Behind the Song (El Amor Oculto en mi Canción) | Madiera-Gamse             | Magnet Music Inc                                 | Clotilde Arias (Spanish lyrics)               |
| Chi-Chi-Chi-Rom-Bom                                     | Olivares-Gamse            | Magnet Music Inc                                 | Clotilde Arias (Spanish lyrics)               |
| Caramba, It's the Samba (Caramba es La Samba)           | Vasquez-Gamse             | Magnet Music Inc                                 | Clotilde Arias (Spanish lyrics)               |
| Take It Away (Tomalo Tu)                                | Madriquera - Gamse        | Magnet Music Inc                                 | Clotilde Arias (Spanish lyrics)               |
| You Are Everything to Me                                | Sanchez - David           | Paramount                                        | Clotilde Arias (Spanish lyrics)               |
| Muchachita                                              | Frydan - Gamse            | Empress Music Publisher                          | Clotilde Arias (Spanish lyrics)               |
| Aos Pes Da Cruz (Al Pie de Aquella Cruz)                | Pinto - Goncalves         | Robbins Music Corporation                        | Clotilde Arias (Spanish lyrics)               |
| Banzo                                                   | Tavares - Araujo          | Robbins Music Corporation                        | Clotilde Arias (Spanish lyrics)               |
| Bates Palmas                                            | Pretinho - Guedes         | Robbins Music Corporation                        | Clotilde Arias (Spanish lyrics)               |
| Bonita Eres Tu                                          | Moreales - Re             | Robbins Music Corporation                        | Clotilde Arias (Spanish lyrics)               |
| Coco de Bahia                                           | A. Almeida                | Robbins Music Corporation                        | Clotilde Arias (Spanish lyrics)               |
| Canta Brazil                                            | Nasser - Vermelho         | Robbins Music Corporation                        | Clotilde Arias (Spanish lyrics)               |
| Coco de Minha Terra (Coco de Mi Tierra)                 | Taveres - D'Altavilla     | Robbins Music Corporation                        | Clotilde Arias (Spanish lyrics)               |
| Mi Ranchero                                             | Clotilde Arias            | Robbins Music Corporation                        | Clotilde Arias (Spanish lyrics)               |
| Negra de Cabello Duro                                   | Nasser - Soares           | Robbins Music Corporation                        | Clotilde Arias (Spanish lyrics)               |
| Oh Rancho Fundo                                         | Barroso - Babo            | Robbins Music Corporation                        | Clotilde Arias (Spanish lyrics)               |
| Plaza Once                                              | Othelo - Martins          | Robbins Music Corporation                        | Clotilde Arias (Spanish lyrics)               |
| Samba de Copacabana                                     | Nasser - Frazao           | Robbins Music Corporation                        | Clotilde Arias (Spanish lyrics)               |
| Shu-Shu                                                 | Almeida - de Souza        | Robbins Music Corporation                        | Clotilde Arias (Spanish lyrics)               |
| Teleco-Teco                                             | Caldas - Pinto            | Robbins Music Corporation                        | Clotilde Arias (Spanish lyrics)               |
| Valle del Río Dulce                                     | Nasser - Pinto            | Robbins Music Corporation                        | Clotilde Arias (Spanish lyrics)               |
| Vatapa                                                  | Dorival Caymmi            | Robbins Music Corporation                        | Clotilde Arias (Spanish lyrics)               |
| Song of the River                                       | Savino - Harper           | Robbins Music Corporation                        | Clotilde Arias (Spanish lyrics)               |
| Soy Bahiana                                             | Dorival Caymmi            | Robbins Music Corporation                        | Clotilde Arias (Spanish lyrics)               |
| Ela Voi A Feira (Me Seinto Bien)                        | Roberti - Greco           | Robbins Music Corporation                        | Clotilde Arias (Spanish lyrics)               |
| Lig-Lig-Lig-Le                                          | Santiago - Barosa         | Robbins Music Corporation                        | Clotilde Arias (Spanish lyrics)               |
| La Raspa                                                | Mexican folk song         | Robbins Music Corporation                        | Clotilde Arias (Spanish lyrics)               |
| Cavaquinho                                              | Nazareth - Almeida        | Robbins Music Corporation                        | Clotilde Arias (Spanish lyrics)               |
| Santa Rosa                                              | McCarthy Jr - Rae         | Robbins Music Corporation                        | Clotilde Arias (Spanish lyrics)               |
| Escucha Tu                                              | Clotilde Arias            | E.B. Marks Music Corporation                     | Clotilde Arias (Spanish lyrics)               |
| Huiracocha                                              | Clotilde Arias            | E.B. Marks Music Corporation                     | Clotilde Arias (Spanish lyrics)               |
| Carnival                                                | Warren - Russell          | Triangle Music Corp                              | Clotilde Arias (Spanish lyrics)               |
| Our Lady of Guadalupe (Senora de Guadalupe)             | Marjorie Harper           | Whalen Music—Chicago                             | Clotilde Arias (Spanish lyrics)               |
| Santa Rosa de Lima                                      | Marjorie Harper           | Whalen Music—Chicago                             | Clotilde Arias (Spanish lyrics)               |
| Red Lips Yellow Moonlight (Labios Como Amapola)         | Clotilde Arias            | Leeds Music Corp                                 | Clotilde Arias (Spanish lyrics)               |
| Down the Old Mission Road (Un Recuerdo de Amor)         | Marjorie Harper           | Top Notch Music Inc.                             | Clotilde Arias (Spanish lyrics)               |
| My Foolish Heart (Mi Enamorado Corazón)                 | Young-Washington          | DECCA                                            | Clotilde Arias (Spanish lyrics)               |
| Idilio Roto                                             | Clotilde Arias            | R.C.A. Victor                                    | Clotilde Arias (Spanish lyrics)               |
| Suenos de Ayer                                          | Sonia Dmitrowna           | R.C.A. Victor                                    | Clotilde Arias (Spanish lyrics)               |
| Amor                                                    | Sonia Dmitrowna           | R.C.A. Victor                                    | Clotilde Arias (Spanish lyrics)               |
| Gato Libre                                              | Clotilde ARias            | R.C.A. Victor                                    | Clotilde Arias (Spanish lyrics)               |
| Sonaba Qui Me Ausentaba                                 | Clotilde ARias            | R.C.A. Victor                                    | Clotilde Arias (Spanish lyrics)               |
| Margarita                                               | Sonia Dmitrowna           | R.C.A.Victor                                     | Clotilde Arias (Spanish lyrics)               |
| Ati-Ra-Ra                                               | Clotilde Arias            | Casi Mardi Inc (Santurce P.R.)                   | Clotilde Arias (Spanish lyrics, on record)    |
| Ford Car 1951                                           | Clotilde Arias            | Clotilde Arias                                   | Clotilde Arias (Spanish lyrics, jingle)       |
| Ford Car 1952                                           | Clotilde Arias            | Clotilde Arias                                   | Clotilde Arias (Spanish lyrics, jingle)       |
| Royal Coconut Pudding                                   | Clotilde Arias            | Clotilde Arias                                   | Clotilde Arias (Spanish lyrics, jingle)       |
| Pond's Lips                                             | Clotilde Arias            | Clotilde Arias                                   | Clotilde Arias (Spanish lyrics, jingle)       |
| Parkay Margarine No. 1                                  | Clotilde Arias            | Clotilde Arias                                   | Clotilde Arias (lyrics, jingle)               |
| Parkay Margarine No. 2                                  | Clotilde Arias            | Clotilde Arias                                   | Clotilde Arias (lyrics, jingle)               |
| Royal Flan                                              | Clotilde Arias            | Clotilde Arias                                   | Clotilde Arias (lyrics, jingle)               |
| Arrid Deodorant                                         | Clotilde Arias            | Clotilde Arias                                   | Clotilde Arias (lyrics, jingle)               |
| Odorono                                                 | Clotilde Arias            | Clotilde Arias                                   | Clotilde Arias (lyrics, jingle)               |
| Tangee Lipstick 1953-54                                 | Clotilde Arias            | Clotilde Arias (lyrics, jingle)                  |                                               |
| Tangee Lipstick 1955                                    | Clotilde Arias            | Clotilde Arias (lyrics, jingle)                  |                                               |
| Bab-O                                                   | Clotilde Arias            | Clotilde Arias (lyrics, jingle)                  |                                               |
| Underwood Deviled Ham 1953-54                           | Clotilde Arias            | Clotilde Arias (lyrics, jingle)                  |                                               |
| Underwood Deviled Ham 1955                              | Clotilde Arias            | Clotilde Arias (lyrics, jingle)                  |                                               |
| Blue Bonnet Margarine                                   | Clotilde Arias            | Clotilde Arias (lyrics, jingle)                  |                                               |
| Cambell Soups 1953-54                                   | Clotilde Arias            | Clotilde Arias (lyrics, jingle)                  |                                               |
| Cambell Soups 1955                                      | Clotilde Arias            | Clotilde Arias (jingle on radio and TV)          |                                               |
| Cutex Lipstic                                           | Clotilde Arias            | Clotilde Arias (Spanish lyrics, TV jingle)       |                                               |
| Cutex Nail-Polish                                       | Clotilde Arias            | Clotilde Arias (Spanish lyrics, TV jingle)       |                                               |
| Schaefer Beer 1952-1955                                 | Clotilde Arias            | Clotilde Arias (Spanish lyrics, TV jingle)       |                                               |
| Vienna Sausages                                         | Clotilde Arias            | Clotilde Arias (Spanish lyrics, TV jingle)       |                                               |
| Alka Seltzer 1953                                       | Clotilde Arias            | Clotilde Arias (Spanish lyrics, TV/radio jingle) |                                               |
| Alka Seltzer 1954                                       | Clotilde Arias            | Clotilde Arias lyrics (jingle on radio and TV)   |                                               |
| Alka Seltzer 1954                                       | Clotilde Arias            | Clotilde Arias lyrics (jingle on radio and TV)   |                                               |
| Remington Rand Electric Shaver                          | Clotilde Arias            | Clotide Arias lyrics (jingle in England)         |                                               |

## Traducción al español
- Las aventuras de Sherlock Holmes, Arthur Ignatius Conan Doyle, 1941
- El aristócrata solterón, Arthur Ignatius Conan Doyle, 1940